# Selen
Selen, pseudonimo di Luce Caponegro (Roma, 17 dicembre 1966), è un'ex attrice pornografica italiana.

## Biografia
Nata a Roma, figlia di un industriale petrolifero, si trasferisce con la famiglia a Ravenna, dove comincia a esibirsi in locali per adulti fino a quando, all'età di ventisei anni, gira la sua prima pellicola pornografica, in realtà poco più di un video amatoriale diretto da Eugenio De Lorenzi e intitolato Orgia di compleanno. Nei primi anni novanta, partecipa come concorrente a una puntata de Il gioco dei 9, condotto da Raimondo Vianello.
Dopo un intervento chirurgico di mastoplastica, nel 1993 Alex Perry le offre di partecipare al film Signore scandalose di provincia. Selen motivò la decisione di intraprendere la carriera di pornoattrice con la passione per l'esibizionismo e con il piacere di considerare il sesso come un atto di ribellione verso la società conformista. I genitori disapprovarono la sua scelta professionale.
Il successo arriva a metà degli anni novanta: dal quel momento Selen diventa sempre più famosa anche al di fuori del mercato del cinema porno. Al massimo della sua popolarità è indicata come la pornostar preferita d'Italia. Partecipa a molte edizioni degli Hot d'or (una sorta di Oscar del cinema porno) durante il festival di Cannes e all'Erotica di Torino, vincendo 17 premi in carriera come attrice pornografica nel periodo 1993-1999.
Nel 1994 nasce Selen (editrice 3ntini), rivista mensile di cultura erotica e fumetti, a cui collabora. In quel periodo conduce nuda alcuni programmi notturni dell'emittente Retemia. Sempre a metà degli anni novanta incide alcuni singoli dance, tra cui Lady of The Night e It's Raining Again. Si ritira dal mondo della pornografia nel 1999 con il suo ultimo film Millennium, per darsi alla televisione come ospite in programmi di varietà e di intrattenimento, quali Maurizio Costanzo Show, Unomattina, Domenica in, I fatti vostri, Ciro, il figlio di Target, Omnibus. Dichiara che non sarebbe mai più tornata al porno in futuro, poiché non si divertiva più come una volta e la professione non le piaceva abbastanza per continuare.
Nel novembre 2001 è impegnata nello spettacolo No, grazie! Faccio sesso. Nel 2003 partecipa al Festival di Cannes con il film B.B. e il cormorano e nel 2004 al reality show La fattoria. Per qualche tempo conduce il programma televisivo Hot, in onda sul canale satellitare Match Music. Nel 2005 appare sul grande schermo assieme a Fabio Troiano e Violante Placido nel film Il giorno + bello di Massimo Cappelli.
Nel 2010 torna nelle vesti di DJ nelle discoteche più importanti della riviera adriatica con l'appellativo "DJ Selen", e incide il singolo dance The Star of the Night (contenente 5 versioni remixate), accompagnato da un videoclip, che presenta durante le sue serate. Dal novembre 2010 partecipa come co-conduttrice alla trasmissione Romagna mia, dedicata alla cucina italiana, in onda sul canale satellitare Alice.

In un'intervista, concessa al Corriere della Sera nel 2017, parlando del suo passato nel mondo della pornografia ha dichiarato: 
 Nel 2017 ha pubblicato l'autobiografia Da bambina sognavo di volare.
Nel 2024 torna sul piccolo schermo come concorrente della diciottesima edizione del reality show L'isola dei famosi, ma è la prima ad essere eliminata dal programma a seguito del televoto del pubblico.

## Vita privata
È stata sposata con Fabio Albonetti, con cui ha avuto un figlio. Nel 2006 con l'ex calciatore Nicola Zanone ha avuto un secondo figlio. Il 7 luglio 2012 si è sposata con Antonino Putortì, con il quale lavora presso il loro centro di benessere olistico chiamato Luce. I due divorziano nel 2015 subito dopo l'approvazione della legge sul "divorzio breve".

## Carriera come pornostar

### Scene di sesso
Verso la fine della sua carriera di attrice pornografica ha abbandonato le pratiche estreme e il sesso anale. Negli anni novanta ha dichiarato in un'intervista che, ai tempi della sua massima popolarità come pornostar, nel suo contratto aveva fatto inserire una clausola che escludeva scene hard con neri, transessuali e animali, così come la pratica del pissing.

### Registi
Selen ha recitato in film diretti da celebri registi porno italiani come Alex Perry (Signore scandalose di provincia, Divisione di colpi, Tabatha and Her Friends), Mario Salieri (Dracula, Sceneggiata napoletana, Concetta Licata, Concetta Licata 2), Silvio Bandinelli (Rosso e nero, Cuore di pietra) e Joe D'Amato (Selvaggia, Selen Sahara, Selen regina degli elefanti). Occasionalmente si è occupata lei stessa della regia di altri film di cui era protagonista.

## Filmografia

### Filmografia pornografica
- Oggetto d'amore (accreditata come Luce Caponegro)
- Orgia di compleanno, regia di Eugenio De Lorenzi (1992) (riedito come Selen Story diario di una fotomodella (1º episodio) - Orgia di compleanno)
- Scala reale, regia di Franco Ludovisi (1992)
- Alcuni cazzi fa (1992) (Compilation di scene tagliate da Orgia di compleanno e Scala reale)
- Selen Story diario di una fotomodella (2º episodio) - Fantasie notturne, regia di Eugenio De Lorenzi (1992)
- Selen Story diario di una fotomodella (3º episodio) - Eccitanti preparativi, regia di Eugenio De Lorenzi (1992)
- Signore scandalose di provincia, regia di Alex Perry (1993)
- Adolescenza perversa, regia di Mario Salieri (1993)
- Selen puledra in calore, regia di Alex Perry (1993)
- Una femmina esplosiva, regia di Eros Cristaldi (1994)
- Scuole superiori, regia di Mario Salieri (1994)
- Sceneggiata napoletana, regia di Mario Salieri (1994)
- Selen Superporca, regia di Alex Perry (1994) (seconda parte di Selen puledra in calore)
- Divisione di colpi / Giada Supertrans, regia di Alex Perry (1994) (terza parte di Selen puledra in calore)
- Dracula, regia di Mario Salieri (1994)
- Concetta Licata, regia di Mario Salieri (1994)
- Concetta Licata 2, regia di Mario Salieri (1995)
- 8 mm, regia di Jenny Forte
- Rosso e nero, regia di Silvio Bandinelli (1995)
- Eros e Tanatos, regia di Mario Salieri (1995)
- La clinica della vergogna, regia di Mario Salieri (1995)
- C.K.P., regia di Mario Salieri (1995)
- Cuore di pietra, regia di Silvio Bandinelli (1996)
- Selvaggia, regia di Joe D'Amato (1997)
- Selen Live, regia di Silvio Bandinelli (1997)
- Così come piace a me, regia di Luca Damiano (1997)
- Cindy, regia di Luca Damiano (1997)
- La regina degli elefanti, regia di Joe D'Amato (1997)
- Sahara, regia di Joe D'Amato (1998)
- Selen dalla testa ai piedi, regia di Steve Perry (1998)
- Selen nell'Isola del tesoro, regia di Joe D'Amato (1998)
- AAA Selen cercasi, regia di Antonio Adamo (1998)
- In the Flesh (1998)
- Gli uomini preferiscono Selen (1999)
- Selen Live 2, regia di Silvio Bandinelli (1999)
- Consigli per gli acquisti, regia di Antonio Adamo (1999)
- Colpi di pennello, regia di J.F. Romagnoli (1999)
- L'idolo del piacere (1999)
- Millennium, regia di J. F. Romagnoli (2000)
- Desiderando Selen, regia di J.F. Romagnoli (2003) (compilation di scene di film già editi)

### Filmografia tradizionale
- Scarlet Diva, regia di Asia Argento (2000)
- Zora la vampira, regia di Manetti Bros. (2000)
- B.B. e il cormorano, regia di Edoardo Gabbriellini (2003)
- Distretto di Polizia – serie TV, episodio 3x04 (2002) - sé stessa
- Il giorno + bello, regia di Massimo Cappelli (2005)
- Ho ucciso Napoleone, regia di Giorgia Farina (2015)
- La notte delle verità, regia di Giulio Fusari (2016)

### Videoclip
- Pitch - Neil Young (1998)

## Programmi televisivi
- Tg Rosa (Odeon tv, 2000) - Conduttrice
- La Fattoria 1 (Italia 1, 2004) - Concorrente
- L'isola dei famosi 18 (Canale 5, 2024) - Concorrente

## Discografia

### Singoli
- 1996 – Lady of the Night
- 1997 – It's Raining Again
- 2010 – The Star of the Night

## Opere letterarie
- Da bambina sognavo di volare, Cairo, 2017.

## Videogiochi
Selen compare in tre videogiochi italiani di avventura grafica pornografica, tutti sviluppati dalla GMM Game Over Italia, pubblicati dalla Green Pig Production e distribuiti dalla Giunti Multimedia su CD-ROM:
- Virtual Inseminator (1997) per piattaforma Microsoft Windows 95. Il videogioco contiene riferimenti al film Selvaggia - Selen anima ribelle (1997) con la regia di Joe D'Amato con protagonista Selen.[17]
- The Sex Files (1999) per piattaforma Microsoft Windows 95 e Windows 98.[18] Il protagonista deve soddisfare delle donne in diverse città del mondo e Selen guida il giocatore nell'avventura.
- Space Sex (1999) per piattaforma Microsoft Windows 95 e Windows 98.[19]

## Omaggi
- Il gruppo musicale italiano Peter Punk ha scritto una canzone dal titolo A letto con Selen.